# バンジャルマシン
バンジャルマシン（Banjarmasin）は、インドネシアの南カリマンタン州の州都である。

## 呼称
"川の都市"という愛称がある。時に、「バンジェルマシン」とも呼ばれた。 

## 地理
バリト川とマルタプラ川の合流地点近く、三角州の島にある。

### 気候
ケッペンの気候区分では、サバナ気候 (Aw)に区分される。一年を通じて降水があるが、11月から4月は特に降水量が多い。気温は、雨季の間若干最高気温が下がるものの、一年を通じてほぼ一定である。
| バンジャルマシンの気候 | バンジャルマシンの気候 | バンジャルマシンの気候 | バンジャルマシンの気候 | バンジャルマシンの気候 | バンジャルマシンの気候 | バンジャルマシンの気候 | バンジャルマシンの気候 | バンジャルマシンの気候 | バンジャルマシンの気候 | バンジャルマシンの気候 | バンジャルマシンの気候 | バンジャルマシンの気候 | バンジャルマシンの気候 |
| 月                     | 1月                    | 2月                    | 3月                    | 4月                    | 5月                    | 6月                    | 7月                    | 8月                    | 9月                    | 10月                   | 11月                   | 12月                   | 年                     |
| ---------------------- | ---------------------- | ---------------------- | ---------------------- | ---------------------- | ---------------------- | ---------------------- | ---------------------- | ---------------------- | ---------------------- | ---------------------- | ---------------------- | ---------------------- | ---------------------- |
| 平均最高気温 °C （°F） | 29.2 (84.6)            | 30.0 (86)              | 30.3 (86.5)            | 31.1 (88)              | 31.1 (88)              | 30.9 (87.6)            | 31.5 (88.7)            | 32.3 (90.1)            | 32.6 (90.7)            | 32.2 (90)              | 31.1 (88)              | 30.2 (86.4)            | 31.04 (87.88)          |
| 日平均気温 °C （°F）   | 25.7 (78.3)            | 26.3 (79.3)            | 26.4 (79.5)            | 27.0 (80.6)            | 26.9 (80.4)            | 26.4 (79.5)            | 26.7 (80.1)            | 27.2 (81)              | 27.4 (81.3)            | 27.2 (81)              | 26.8 (80.2)            | 26.4 (79.5)            | 26.7 (80.06)           |
| 平均最低気温 °C （°F） | 22.2 (72)              | 22.6 (72.7)            | 22.6 (72.7)            | 22.9 (73.2)            | 22.8 (73)              | 22.0 (71.6)            | 21.9 (71.4)            | 22.1 (71.8)            | 22.3 (72.1)            | 22.3 (72.1)            | 22.5 (72.5)            | 22.7 (72.9)            | 22.41 (72.33)          |
| 降水量 mm （inch）     | 327 (12.87)            | 302 (11.89)            | 300 (11.81)            | 220 (8.66)             | 168 (6.61)             | 141 (5.55)             | 98 (3.86)              | 86 (3.39)              | 103 (4.06)             | 133 (5.24)             | 226 (8.9)              | 311 (12.24)            | 2,415 (95.08)          |
| 出典：                 |                        |                        |                        |                        |                        |                        |                        |                        |                        |                        |                        |                        |                        |

## 歴史
オランダは、19世紀にバンジャル王国の首都バンジャルマシン地域へ干渉をはじめた。
1850年に王家の中に対立が生まれ三つのグループに分裂した。オランダはこれを利用し、王国の政治に介入しはじめた。
1851年、オランダはその中の一つのグループを懐柔しパンゲラン・タムジドゥラーを王に任命した。しかし、その王は民衆に支持されていなかった。
1859年にグループ同士の争いからバンジャルマシン戦争が起こった。オランダは、前に擁立したタムジドゥラー王を廃位し、アンタサリ派のパンゲラン・アンタサリ）を擁立しようとしたが拒否された。このとき、オランダは本社機能をマルタプラへ移した。
1860年、オランダは、この地域全体（王国）を支配地域にしてしまった。
1862年、オランダは民衆に支持されているヒダヤトゥラー派のパンゲラン・ヒダヤトゥラーを捕らえ流刑に処した。しかし、戦争は終わらなかった。その後の戦争で、民衆に任命されて王となっていたパンゲラン・アンタサリは傷を負い同年死去した。その息子達によってオランダに対する抵抗運動は続けられた。
1942年2月10日、日本軍によって無血占領された。
戦後、1947年から1948年にかけてオランダによるBC級戦犯に対する裁判が開かれ、10の裁判で、30人が被告となった。そのうち11人に死刑判決が下されている。
連合国軍による現地人との面通しですり抜けて日本に戻ってから現地に戻されて処刑された者もいた。
当時の憲兵隊などは現地人に対して威圧的な態度と行動が現地人の反感を買い面通しで処刑された。
1945年8月15日、日本がオランダを含む連合国軍に降伏し、念願の独立が反故になることを恐れたスカルノら民族主義者は同17日、ジャカルタのプガンサアン・ティムール通り56番地で独立を宣言した（独立宣言文の日付は皇紀を用いている）。しかしオランダは、これを認めず、再植民地化に乗り出したオランダと独立戦争を戦うことを余儀なくされた。また、この独立戦争には、スカルノやハッタらインドネシアの民族独立主義者の理念に共感し、軍籍を離脱した一部の日本人2,000人（軍人と軍属）も加わって最前列に立って戦い、その結果1,000人が命を落とした。独立戦争は4年間続き、オランダに対する国際的な非難は高まっていった。最終的にインドネシアの共産化を警戒するアメリカの圧力によって、オランダはインドネシア独立を認めざるを得なくなった。
1949年、インドネシア独立。1949年12月にオランダ-インドネシア円卓会議（ハーグ円卓会議）で、インドネシアはオランダから無条件で独立承認を得ることに成功した。（植民地独立においては、植民地時代に抱えていた債務を引く継ぐことが求められ、６０億ギルダーの債務が残されたが、うちオランダ向け債務２０億ギルダーを免除することにオランダは同意した。）

## 交通
空港
- シャムスディン・ノール空港

## 姉妹都市
- マカッサル、インドネシア・南スラウェシ州州都
- ラーチャブリー、タイ
- 重慶市、中国
- マグデブルク、ドイツ
- ストックホルム、スウェーデン
- ヨーテボリ、スウェーデン
- インヴァネス、スコットランド
- マナウス、ブラジル